# NGC 4671
NGC 4671 ist eine 13,0 mag helle Elliptische Galaxie vom Hubble-Typ „E2“ im Sternbild Jungfrau auf der Ekliptik. Sie ist schätzungsweise 126 Millionen Lichtjahre von der Milchstraße entfernt und hat einen Durchmesser von etwa 50.000 Lj. 

Im selben Himmelsareal befinden sich u. a. die Galaxien NGC 4626 und NGC 4628.
Das Objekt wurde am 20. März 1789 von Wilhelm Herschel mit einem 18,7-Zoll-Spiegelteleskop entdeckt, der sie mit „pB, S, iR, mbM“ beschrieb.